# Mucuna atropurpurea
Mucuna atropurpurea är en ärtväxtart som först beskrevs av William Roxburgh, och fick sitt nu gällande namn av Robert Wight och George Arnott Walker Arnott. Mucuna atropurpurea ingår i släktet Mucuna och familjen ärtväxter. Inga underarter finns listade i Catalogue of Life.